# CEN/TC 224
CEN/TC 224, Osobní identifikace a souvisící osobní zařízení s bezpečnostními prvky, systémy, operacemi a ochranou soukromí ve víceoborovém prostředí  je normalizační komise CEN, (Evropský výbor pro normalizaci). TC 224 vypracovává normy, které pomáhají zlepšit interoperabilitu a bezpečnost osobní identifikace a souvisících osobních zařízení. TC 224 pokrývá řadu oblastí, jako jsou interakce vláda/občané,  přeprava, bankovnictví a e-zdravotnictví. TC 224 je rovněž aktivní při vypracování návodů pro biometrické autentizační technologie, včetně příslušných požadavků na ochranu soukromí a na vyjádření souhlasu s údaji.
.

## Historie předmětu normalizace komise CEN/TC 224
1989:  
- charakteristiky identifikačních karet,
- uživatelské rozhraní,
- e-peněženka,
- karty s integrovanými obvody a terminály,
- aplikace pro povrchovou dopravu,

2003: 
- e-podpis,
- e-government,

2010:
- biometrie,

2021:
- revize eIDAS (elektronická identifikace, autentizace a důvěryhodnost),
- novelizace eID (elektronická identita).

## Příklady norem publikovaných CEN/TC 224 a zavedených do soustavy ČSN
- ČSN EN 1038, Systémy s identifikačními kartami - Telekomunikační aplikace - Telefonní automat na karty s integrovanými obvody
- ČSN EN 1332, Systémy s identifikačními kartami - Uživatelské rozhraní;
- ČSN EN 1387, Strojově čitelné karty - Zdravotní aplikace - Karty: Všeobecné charakteristiky
- ČSN EN 14890, Aplikační rozhraní pro čipové karty používané jako zařízení pro vytváření bezpečného podpisu
- ČSN EN 15320, Systémy s identifikačními kartami - Rozhraní přepravy - Interoperabilita veřejné přepravy osob - Struktura
- ČSN P CEN/TS 15480, Systémy s identifikačními kartami - Evropská občanská karta
- ČSN EN 1867, Strojově čitelné karty - Zdravotní aplikace - Systém číslování a postup registrace identifikátorů vydavatelů karet
- ČSN EN 1545, Systémy identifikačních karet - Aplikace pro povrchovou dopravu
- ČSN EN 419211, Profil ochrany pro zařízení vytvářející bezpečný podpis
- ČSN EN 419212, Aplikační rozhraní pro prvky zabezpečení pro elektronickou identifikaci, autentizaci a důvěryhodné služby
- ČSN EN 419251, Bezpečnostní požadavky na zařízení pro autentizaci
- ČSN EN 726, Systémy s identifikačními kartami - Telekomunikační karty s integrovanými obvody a koncová zařízení

Aktuální seznam norem publikovaných TC 224 lze nalézt na webu .
Podrobnosti k dokumentům ČSN (aktuální platné vydání, počet částí normy atp.) lze nalézt na webu Agentura ČAS .

## Pracovní skupiny
- CEN/TC 224/WG 11	Transportní aplikace
- CEN/TC 224/WG 17	Ochranné profily v kontextu zařízení pro vytváření bezpečného podpisu
- CEN/TC 224/WG 18	Biometrie
- CEN/TC 224/WG 19	Breeder documenty (certifikáty o narození, uzavření sňatku/partnerství, úmrtí)
- CEN/TC 224/WG 20	Evropská digitální identita pro občany, rezidenty a organizace (osobní digitální peněženka)

Aktuální seznam pracovních skupin TC 224 lze nalézt na webu.

## Ilustrace k tématů CEN/TC 224

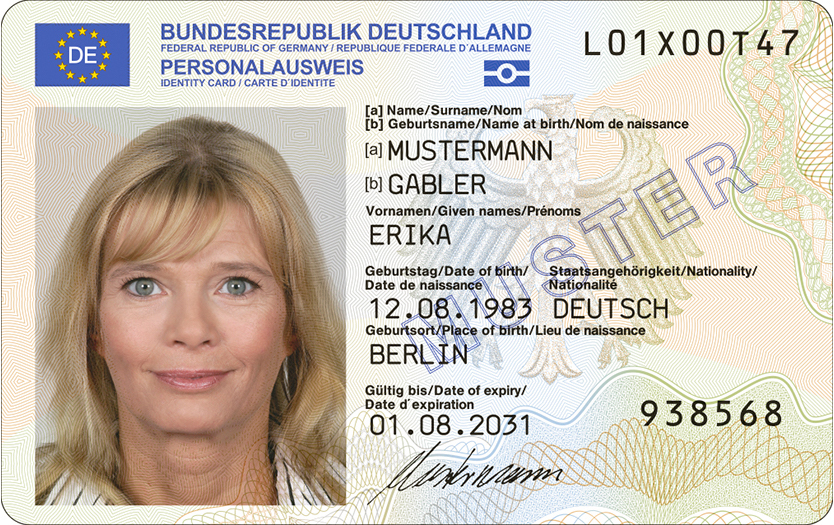
Evropská identifikační karta (Německá ID karta)
Struktura ID karty se zabudovaným integrovaným obvodem
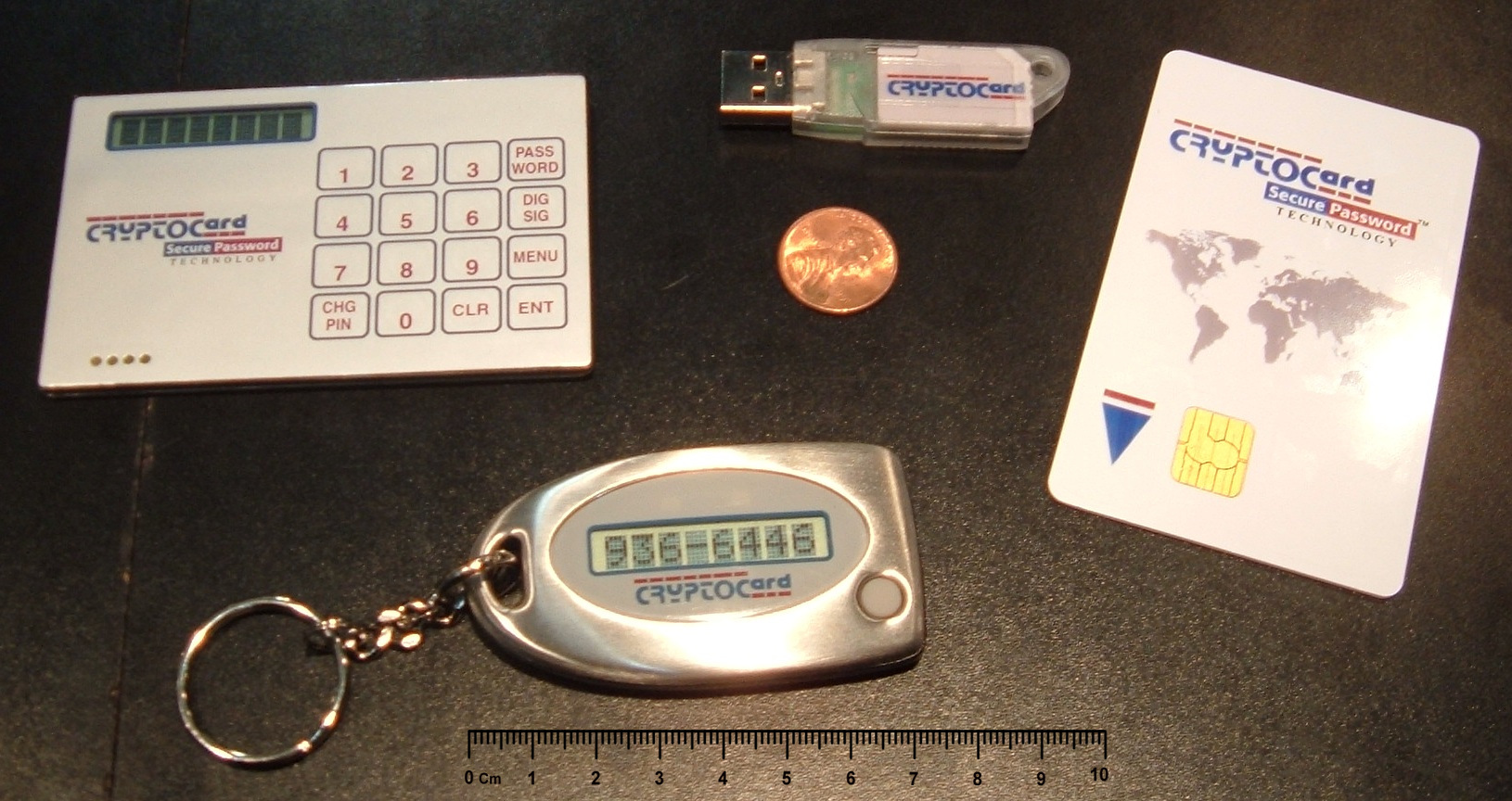
Příklady bezpečnostních prvků/tokenů
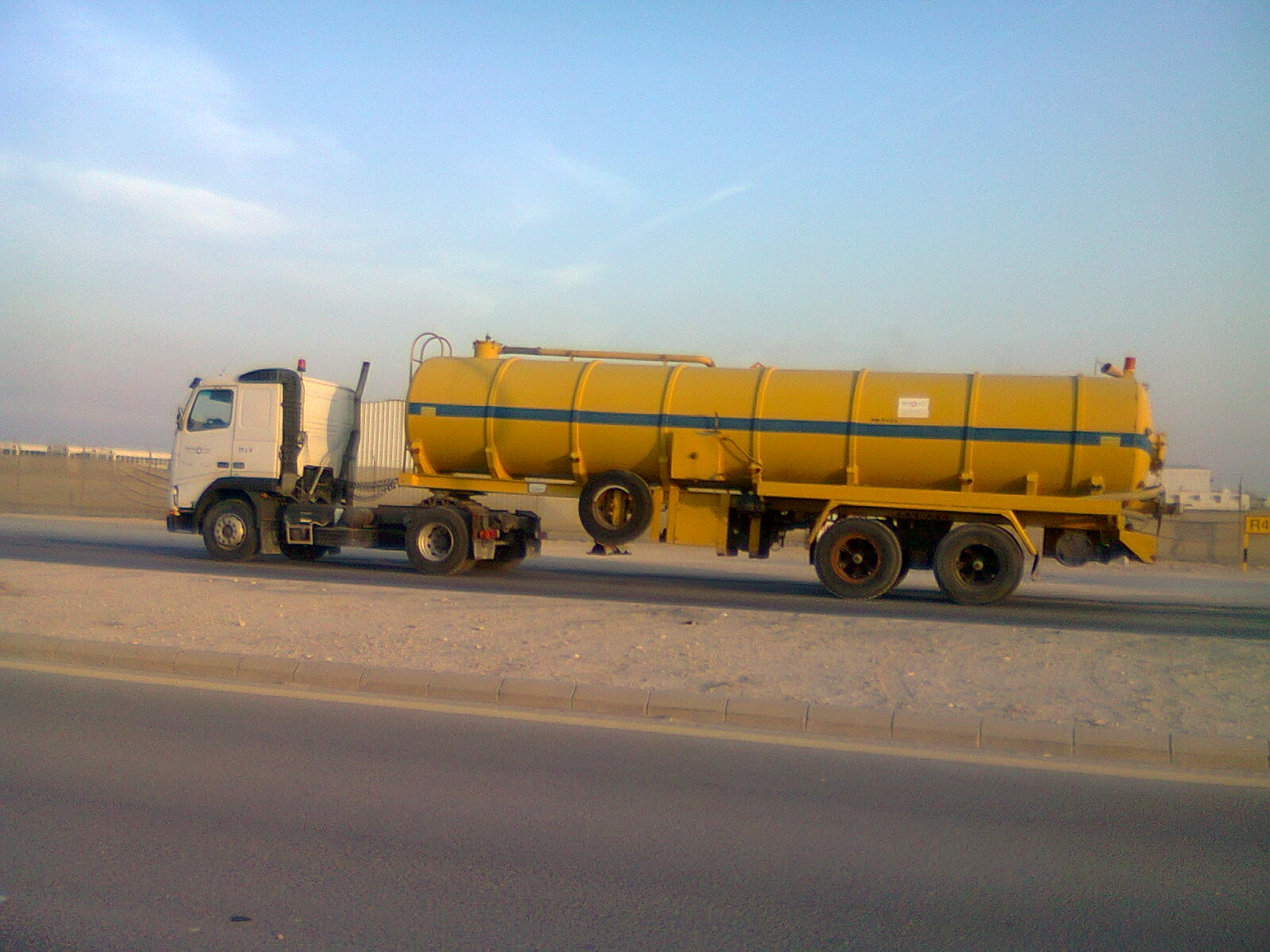
Příklad povrchové dopravy
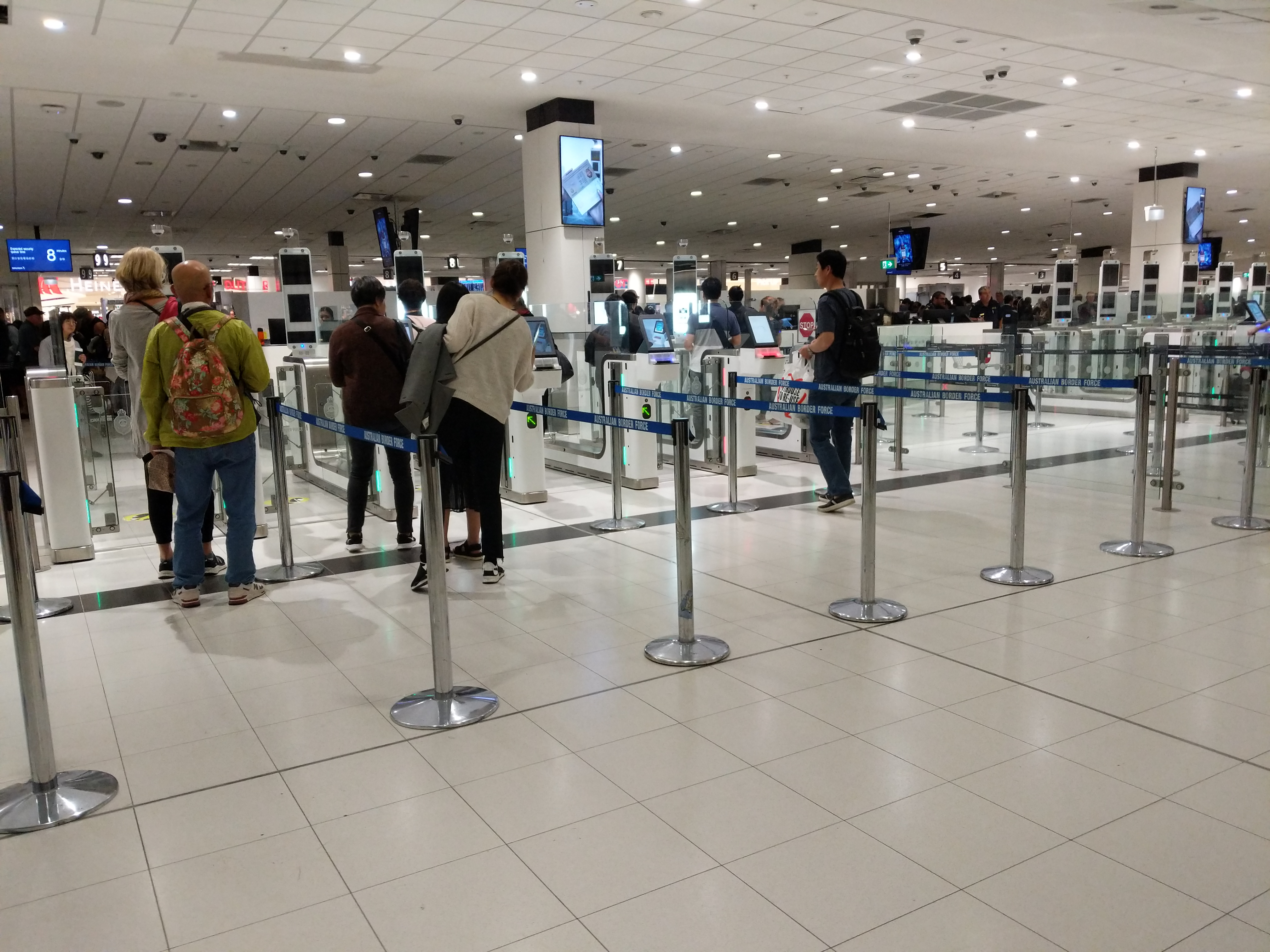
Příletová kontrola biometrických pasů